# Arredondo
Arredondo – gmina w Hiszpanii, w prowincji Kantabria, w Kantabrii, o powierzchni 46,83 km². W 2011 roku gmina liczyła 522 mieszkańców.